# 柏道

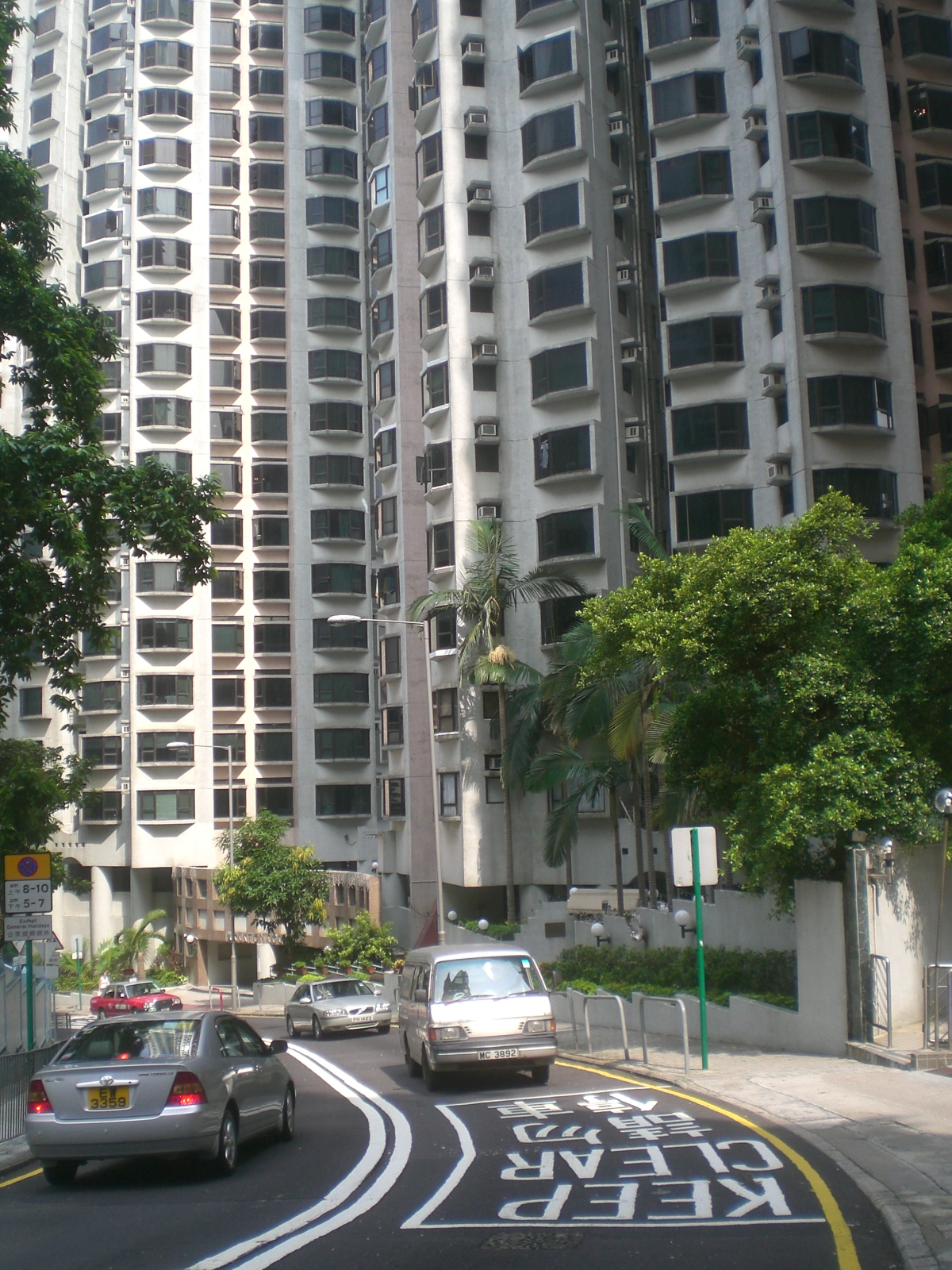
柏道的上路，背景是豫苑

柏道是香港港島半山區的一條主要道路，西起般咸道及巴丙頓道交界，東接羅便臣道。

## 歷史
柏道原為羅便臣道的其中一段。1904年1月26日，當局將上列治文道（Upper Richmond Road）併入羅便臣道，多出來的羅便臣道便以鄰近的城西公園（West End Park），改稱為柏道（Park Road）。

## 主要連接街道
東行方向
- 般咸道
- 聖士提反里
- 巴丙頓道
- 屋蘭士里
- 卑利士道
- 列堤頓道
- 羅便臣道

## 著名建築
- 聖士提反女子中學
- 豫苑